# الخط الزمني لجائحة فيروس كورونا في شهر يوليو 2020
توثق هذه المقالة التسلسل الزمني لفيروس كورونا المرتبط بالمتلازمة التنفسية الحادة الشديدة النوع 2 (سارس-كوف-2) ووبائياته في شهر يوليو 2020، وهو الفيروس المسبب لمرض فيروس كورونا 2019 (كوفيد-19) والمسؤول عن جائحة كوفيد-19 العالمية. كُشفت أول إصابة بمرض كوفيد-19 في مدينة ووهان الصينية في ديسمبر 2019.

## التسلسل الزمني للجائحة

### 1 يوليو
تقرير الحالة الصادر عن منظمة الصحة العالمية رقم 163:
- أبلغت ماليزيا عن تسجيل حالة وافدة واحدة فقط، ما رفع عدد الحالات النشطة إلى 144، وحصيلة الإصابات الكلية إلى 8,840. شُفي 21 مريضًا، لتبلغ حصيلة الشفاء 8,375. بقيت حصيلة الوفيات 121.[2]
- لم تسجل نيوزيلندا أي حالات جديدة، وبقيت حصيلة الحالات النشطة 22، والعدد الإجمالي للإصابات 1,528 (1,178 حالةً مؤكدةً و350 حالةً مشتبهةً). بلغ عدد حالات الشفاء 1,484 وعدد الوفيات 22، ولم يبق في المستشفى سوى حالة واحدة.[3]
- أبلغت سنغافورة عن تسجيل 215 حالةً جديدة، ما رفع حصيلة الإصابات إلى 44,122.[4][5]
- أبلغت أوكرانيا عن تسجيل 664 إصابةً جديدةً و14 وفاةً، ما رفع حصيلة الإصابات إلى 44,998 وعدد الوفيات إلى 1,173. بلغ عدد حالات الشفاء 19,548.[6]

### 2 يوليو
تقرير الحالة الصادر عن منظمة الصحة العالمية رقم 164:
- أبلغت البرازيل عن تسجيل 1,038 وفاةً جديدةً، ليبلغ إجمالي الوفيات في البلاد 60,632.[8][9]
- سجلت فرنسا 14 وفاةً جديدةً، ما رفع حصيلة الوفيات إلى 29,875. تناقص عدد الحالات الموجودة في المستشفيات بمقدار 188 ليبلغ 8,148، وانخفض عدد المرضى في العناية المركزة بمقدار 8 ليبلغ 573.
- أبلغت ماليزيا عن تسجيل ثلاث حالات جديدة، ما رفع حصيلة الإصابات إلى 8,643 وعدد الحالات النشطة إلى 85. شُفي 62 مريضًا لتبلغ حصيلة الشفاء 8,437، وبقيت حصيلة الوفيات 121.[10]
- أبلغت نيوزيلندا عن تسجيل حالتين جديدتين، ما رفع حصيلة الإصابات إلى 1,530 (1,080 حالةً مؤكدةً و350 حالةً مشتبهةً). شُفي ستة أشخاص، ما رفع حصيلة حالات الشفاء إلى 1,490. بقي عدد الوفيات 22.[11]
- أبلغت صربيا عن تسجيل 359 حالةً جديدةً و6 وفيات، ما رفع حصيلة الإصابات إلى 15,159 وعدد الوفيات إلى 287. بلغ عدد الحالات النشطة 1,996 منها 81 مريضًا ضمن وحدة الرعاية المركزة.[12]
- أبلغت سنغافورة عن تسجيل 188 حالةً جديدةً، ما رفع حصيلة الإصابات إلى 44,310. شُفي 418 مريضًا لتبلغ حصيلة حالات الشفاء 39,429.[13]
- أبلغت أوكرانيا عن تسجيل 889 حالةً جديدةً و12 وفاةً، ما رفع حصيلة الإصابات إلى 45,887 وعدد الوفيات إلى 1,185. بلغ عدد حالات الشفاء 20,053.[14]
- أبلغت المملكة المتحدة عن تسجيل 89 وفاةً جديدةً، ليرتفع عدد الوفيات الرسمي إلى 43,993، فيما تشير تقديرات غير رسمية إلى أن الحصيلة أقرب إلى 55,000 وفاة.[15][16]
- سجلت الولايات المتحدة 50,700 حالة جديدة، وهي أعلى حصيلة إصابات يومية مسجلة حتى هذا التاريخ، وتجاوزت الحصيلة الإجمالية 2.73 مليون إصابة.[17]

### 3 يوليو
تقرير الحالة الصادر عن منظمة الصحة العالمية رقم 165:
- أبلغت البرازيل عن تسجيل 37,923 حالة جديدة، لتتجاوز حصيلة الإصابات 1.5 مليون. سُجلت 1,091 وفاةً جديدةً لتبلغ حصيلة الوفيات 64,265.[19][20]
- أبلغت فرنسا عن تسجيل 18 وفاةً جديدةً، ما رفع عدد الوفيات الإجمالي إلى 29,893. أفادت التقارير أن عدد المرضى في وحدات العناية المركزة انخفض بمقدار 13 مريضًا ليصل إلى 560.[21]
- أبلغت الهند عن تسجيل حصيلة يومية بلغت 20,903، ما رفع حصيلة الإصابات في البلاد إلى 625,544. سُجلت 379 وفاةً ليصل عدد الوفيات الإجمالي إلى 18,213.
- أبلغت إيران عن تسجيل 154 وفاةً جديدةً، ما رفع حصيلة الوفيات في البلاد إلى 11,260. بلغ عدد الحالات المؤكدة 235,429.
- أبلغت اليابان عن تسجيل 124 حالةً جديدةً في العاصمة طوكيو، 70% منهم تحت سن الأربعين.[22]
- أبلغت ماليزيا عن تسجيل 5 حالات جديدة (ثلاث حالات وافدة وحالتي انتقال مجتمعي). بلغ عدد الحالات النشطة 81 وارتفع عدد الإصابات الإجمالي إلى 8,648. شُفي تسعة مرضى ليبلغ عدد حالات الشفاء 8,446. بقي عدد الوفيات الكلي 121.[23]
- لم تبلغ نيوزيلندا عن أي حالات جديدة، وبقي عدد الحالات النشطة 18 وحصيلة الإصابات الإجمالية 1,530 (1,180 حالة مؤكدةً و350 حالةً مشتبهةً). بلغ عدد حالات الشفاء 1,490 وعدد الوفيات 22.[24]
- أبلغت المملكة العربية السعودية عن تسجيل 4,193 حالةً جديدةً، لتتجاوز حصيلة الإصابات في البلاد 200,000 إصابة وتبلغ 201,801. بلغ عدد الوفيات الإجمالي 1,802 وعدد حالات الشفاء 140,000.[25]
- أبلغت سنغافورة عن تسجيل 169 حالةً جديدةً، ما رفع حصيلة الإصابات إلى 44,479. شُفي 340 مريضًا، ما رفع حصيلة الشفاء إلى 39,769. بقيت حصيلة الوفيات 26.[26]
- أبلغت إسبانيا عن تسجيل 17 وفاةً جديدةً في آخر 24 ساعةً.[27]
- أبلغت كوريا الجنوبية عن تسجيل 63 حالةً جديدةً، ما رفع الحصيلة الكلية إلى 12,967. بقي عدد الوفيات 282.
- أبلغت أوكرانيا عن تسجيل 876 إصابةً جديدةً و27 وفاةً، ما رفع حصيلة الإصابات إلى 46,763 وعدد الوفيات إلى 1,212. بلغ عدد حالات الشفاء 20,558.[28]
- أبلغت المملكة المتحدة عن تسجيل 137 وفاةً جديدةً، ما رفع حصيلة الوفيات المؤكدة إلى 44,131، وظهرت إيجابية نتائج اختبار الفيروس عند 544 شخصًا.[29]
- أبلغت الولايات المتحدة عن تسجيل 57,683 حالةً جديدةً، لتسجل أعلى حصيلة إصابات يومية حتى هذا التاريخ، وهذا رفع عدد الإصابات الإجمالي إلى 2,793,022. أُبلغ أيضًا عن 728 وفاةً ليصل إجمالي الوفيات إلى 129,405.[30]

### 4 يوليو
تقرير الحالة الصادر عن منظمة الصحة العالمية رقم 166:
- أبلغت أستراليا عن تسجيل 108 حالات جديدة في ولاية فيكتوريا، وهذا أكبر ارتفاع يومي في تعداد الإصابات منذ شهر مارس.[32][33]
- أبلغت أذربيجان عن تسجيل 534 حالةً جديدةً، ما رفع حصيلة الإصابات إلى 19,801. ارتفع عدد الوفيات الإجمالي إلى 241 وعدد حالات الشفاء إلى ما يقارب 11,300.
- سجلت البرازيل 37,923 حالةً.
- أبلغت الهند عن تسجيل عدد قياسي جديد للإصابات اليومية بلغ 22,772 حالةً، ما رفع حصيلة الإصابات إلى 648,315. سُجلت 442 وفاةً إضافيةً، ما رفع حصيلة الوفيات إلى 18,655.[34]
- أبلغت مايزيا عن تسجيل 10 حالات جديدة، ما رفع حصيلة الإصابات إلى 8,658. بلغ عدد الحالات النشطة 76، حالتان منهما على جهاز التنفس الاصطناعي. شُفي 15 مريضًا، ما رفع حصيلة الشفاء إلى 8,461، بينما بقي عدد الوفيات 121.[35]
- لم تسجل نيوزيلندا أي حالات جديدة، وبقي عدد الحالات النشطة 18 والعدد الإجمالي للإصابات 1,530 (1,180 حالةً مؤكدةً و350 حالةً مشتبهةً). بلغ عدد حالات الشفاء 1,490 وعدد الوفيات 22.[36]
- أبلغت روسيا عن تسجيل 6,632 حالةً جديدةً و168 وفاةً، ما رفع حصيلة الإصابات إلى 674,515 وعدد الوفيات إلى 10,027.
- أبلغت سنغافورة عن تسجيل 185 حالةً جديدةً، ما رفع حصيلة الإصابات إلى 44,64.[37][38]
- سجلت جنوب أفريقيا 9,064 حالةً جديدةً، وهي أعلى حصيلة يومية تسجلها البلاد حتى هذا التاريخ، بينما بلغ عدد الحالات الكلي 177,000.
- أبلغت كوريا الجنوبية عن تسجيل 63 حالةً جديدةً، ما رفع حصيلة الإصابات إلى 13,030. بقي إجمالي الوفيات 283.
- أبلغت أوكرانيا عن تسجيل 914 حالةً جديدةً و15 وفاةً، ما رفع عدد الحالات الإجمالي إلى 47,677 وعدد الوفيات إلى 1,227. بلغ عدد حالات الشفاء 21,155.[39]

### 5 يوليو
تقرير الحالة الصادر عن منظمة الصحة العالمية رقم 167:
- أبلغت ماليزيا عن تسجيل خمس حالات جديدة، ما رفع عدد الحالات النشطة إلى 77 والعدد الإجمالي للإصابات إلى 8,663. شُفي أربعة مرضى، ما رفع حصيلة الشفاء إلى 8,465، بينما بلغ عدد الوفيات 121.[41]
- سجلت نيوزيلندا ثلاث حالات جديدة، وبلغ عدد الحالات النشطة 21 وحصيلة الإصابات 1,533 (1,183 حالةً مؤكدةً و340 حالةً مشتبهةً). شُفي 1,490 مريضًا حتى هذا التاريخ بينما بلغ عدد الوفيات 22.[42]
- أبلغت سنغافورة عن تسجيل 136 حالةً جديدةً، ما رفع حصيلة الإصابات إلى 44,800.[43] خُرج 324 مريضًا من المستشفيات بحلول يوم الأحد، ما رفع حصيلة حالات الشفاء إلى 40,441.[44]
- أبلغت أوكرانيا عن تسجيل 823 حالةً جديدةً و22 وفاةً، ما رفع حصيلة الإصابات إلى 48,500 وعدد الوفيات إلى 1,249. بلغ عدد حالات الشفاء 21,376.[45]

### 6 يوليو
تقرير الحالة الصادر عن منظمة الصحة العالمية رقم 168:
- أبلغت ولاية فيكتوريا الأسترالية عن تسجيل 127 حالةً جديدةً، وهذا أعلى ارتفاع شهدته البلاد خلال ليلة واحدة منذ بدء الجائحة. سجلت أستراليا وفاتين، ما رفع حصيلة الوفيات إلى 106.[47][48]
- سجلت فيجي أول حالة في البلاد منذ 78 يومًا لسائح عائد من الهند.[49]
- أبلغت فرنسا عن تسجيل 27 وفاةً جديدةً، ما رفع حصيلة الوفيات إلى 29,920. انخفض عدد المرضى في وحدات العناية المركزة بمقدار 12 ليبلغ 548.[50]
- أبلغت الهند عن تسجيل 24,428 حالةً جديدةً، ما رفع حصيلة الإصابات في البلاد إلى 697,413.[51]
- أبلغت إندونيسيا عن تسجيل 1,209 حالات جديدة و70 وفاةً، ما رفع حصيلة الإصابات إلى 64,985 وعدد الوفيات إلى 3,241.
- سجلت ماليزيا خمس حالات جديدة، ليبلغ عدد الحالات النشطة 77 والحصيلة الكلية 8,668. خُرج 11 مريضًا من المستشفيات ما رفع حصيلة الشفاء إلى 8,467.[52]
- أبلغت نيوزيلندا عن تسجيل حالة جديدة، ما رفع عدد الحالات النشطة إلى 22 وعدد الإصابات الكلي إلى 1,534 (1,184 حالةً مؤكدةً و350 حالةً مشتبهةً). بلغ عدد حالات الشفاء 1,490 وعدد الوفيات 22.[53]
- سجلت باكستان 3,344 حالةً جديدةً، من ضمنها وزير الصحة الباكستاني ظفر ميرزا، ما رفع حصيلة الإصابات إلى 231,818. سُجلت 50 وفاةً جديدةً لترتفع حصيلة الوفيات إلى 4,844.[54]
- أبلغت قطر عن تسجيل 546 حالةً جديدةً و5 وفيات، ما رفع حصيلة الإصابات 100,345 وعدد الوفيات إلى 133.[55]
- أبلغت سنغافورة عن تسجيل 183 حالةً جديدةً، ما رفع حصيلة الإصابات إلى 44,983.[56][57]
- سجلت أوكرانيا 543 حالةً جديدةً و13 وفاةً، ما رفع حصيلة الإصابات إلى 49,043 وعدد الوفيات إلى 1,262. بلغ عدد حالات الشفاء 21,703.[58]
- سجلت المملكة المتحدة 16 وفاةً جديدةً، وهذه أقل حصيلة يومية منذ 16 مارس. ارتفع بذلك إجمالي الوفيات إلى 44,236. لم تُسجل أي وفيات جديدة في اسكتلندا أو ويلز أو أيرلندا الشمالية.[59]
- تجاوز إجمالي الوفيات في الولايات المتحدة 130,000 ليبلغ 130,007 وفيات. بلغ عدد الإصابات المسجلة 2,888,729 حتى هذا التاريخ.[60]
- أبلغت فيتنام عن تسجيل 14 حالةً وافدةً، ما رفع حصيلة الإصابات في البلاد إلى 369. لم تُسجل وفيات جديدة، وبلغت نسبة الشفاء 90% من المرضى.

### 7 يوليو
تقرير الحالة الصادر عن منظمة الصحة العالمية رقم 169:
- أبلغت ولاية فيكتوريا الأسترالية عن تسجيل 191 حالةً جديدةً.[62]
- سجلت فرنسا 13 وفاةً جديدةً، ما رفع عدد الوفيات إلى 29,933، لكن هذه الإحصائية تأخذ في حسبانها انخفاض عدد منشآت دور التمريض. ازداد عدد الوفيات في مستشفيات البلاد بمقدار 34 ليبلغ 19,547. انخفض عدد دور التمريض المعتمدة من 10,497 في الأسبوع السابق إلى 10,476.[63]
- أبلغت ألمانيا عن تسجيل 397 حالةً جديدةً و12 وفاةً، ما رفع حصيلة الإصابات إلى 197,341 وعدد الوفيات إلى 9,036 وفقًا لبيانات معهد روبرت كوخ.[64][65]
- أبلغت الهند عن تسجيل 22,252 حالةً جديدةً و467 وفاةً، ليتجاوز عدد الوفيات 20,000 ويبلغ 20,160 وفاةً.[66]
- سجلت إندونيسيا 1,268 حالةً جديدةً و68 وفاةً ما رفع حصيلة الإصابات إلى 66,226 وعدد الوفيات إلى 3,309. شُفي 30,785 مريضًا حتى هذا التاريخ.
- أبلغت إيران عن تسجيل 2,637 حالةً جديدةً ما رفع حصيلة الحالات الإيجابية إلى 245,688. أبلغت البلاد عن تسجيل ارتفاع يومي في عدد الوفيات بلغ 200 وفاة، ليصل إجمالي الوفيات إلى 11,931.
- أبلغت ماليزيا عن تسجيل 6 إصابات جديدة، ليرتفع عدد الحالات النشطة إلى 72 وإجمالي الإصابات إلى 8,674. شُفي خمسة مرضى لتصل حصيلة الشفاء إلى 8,481، بينما بقي عدد الوفيات 121.[67]
- أبلغت نيوزيلندا عن تسجيل حالتين جديدتين وشفاء مريضين، ليبلغ عدد الحالات النشطة 22 وعدد حالات الشفاء 1,492. بلغ إجمالي الإصابات المسجلة 1,563 (1,186 حالةً مؤكدةً و350 حالةً مشتبهةً). بلغ عدد الوفيات الإجمالي 22.[68]
- أبلغت صربيا عن تسجيل 299 حالةً جديدة و13 وفاة، ما رفع عدد الإصابات إلى 16,168 وعدد الوفيات إلى 330. بلغ عدد المرضى الموجودين في العناية المركزة 110.[69]
- أبلغت سنغافورة عن تسجيل 157 حالةً جديدةً، ما رفع حصيلة الإصابات إلى 45,140.[70][71]
- سجلت جنوب أفريقيا 8,971 حالةً، ليتجاوز إجمالي الإصابات 200,000 ويبلغ 205,721 مصابًا.
- أبلغت روسيا عن تسجيل 6,368 حالةً جديدةً و198 وفاةً، ما رفع إجمالي الإصابات إلى 694,230 وعدد الوفيات إلى 10,494.
- سجلت أوكرانيا 564 حالةً جديدةً و21 وفاةً، ما رفع حصيلة الإصابات إلى 49,607 وعدد الوفيات إلى 1,283. بلغ عدد حالات الشفاء 22,139.[72]
- أبلغت المملكة المتحدة عن تسجيل 581 حالةً جديدةً، ما رفع حصيلة الإصابات في البلاد إلى 286,349. سُجلت 155 وفاةً إضافيةً، لتصل حصيلة الوفيات الرسمية إلى 44,391، لكن مكتب الإحصائيات الوطنية يُقدر أن عدد الوفيات الناجمة عن كوفيد-19 تجاوز 55,000.[73][74]
- تجاوزت حصيلة الإصابات في الولايات المتحدة 3 ملايين.[75][76]

### 8 يوليو
تقرير الحالة الصادر عن منظمة الصحة العالمية رقم 170:
- أبلغت الأرجنتين عن تسجيل حصيلة يومية بلغت 3,604، ما رفع إجمالي الحالات المؤكدة إلى 275,003. بلغ عدد الوفيات 1,694.[78][79]
- أبلغت أستراليا عن تسجيل 134 حالةً جديدةً في ولاية فيكتوريا.[80]
- سجلت فرنسا 32 وفاةً جديدة، ما رفع إجمالي الوفيات إلى 29,965.[81]
- أبلغت هونغ كونغ عن تسجيل 24 حالةً جديدة من بينها 19 حالة انتقال محلي، وبلغ بذلك عدد الإصابات 1,324 من بينها 7 وفيات.[64]
- سجلت إيران 153 وفاةً جديدةً، لتتجاوز حصيلة الوفيات 12,000. أفادت التقارير أن عدد الحالات الكلي بلغ 248,379 إصابةً بينما وصل عدد حالات الشفاء إلى 209,463.[82]
- أبلغت ماليزيا عن تسجيل ثلاث حالات جديدة، ما رفع عدد الحالات النشطة إلى 70 وحصيلة الإصابات الكلية إلى 8,667. خُرج خمسة مرضى من المستشفيات، ليبلغ عدد حالات الشفاء 8,486. بقي إجمالي الوفيات 121.[83]
- أبلغت المكسيك عن تسجيل 6,995 حالةً جديدةً و782 وفاةً، ما رفع حصيلة الإصابات إلى 275,003 وعدد الوفيات إلى 32,769.[84]
- أبلغت نيوزيلندا عن تسجيل حالة إضافية، ما رفع عدد الحالات النشطة إلى 23 وعدد الإصابات الكلي إلى 1,537 (1,187 حالةً مؤكدةً و350 حالةً مشتبهةً). لم يتغير عدد حالات الشفاء (1,492) أو الوفيات (22).[85] تعود آخر حالة مسجلة إلى رجل يبلغ 32 عامًا هرب لفترة وجيزة من العزل المدار في أوكلاند قبل أن تعتقله السلطات.[86]
- أبلغت عمان عن تسجيل 1,210 حالات جديدة، لتتجاوز حصيلة الإصابات 50,000 وتصل إلى 50,207. سُجلت 9 وفيات إضافية ليرتفع إجمالي الوفيات إلى 233.
- أبلغت الفلبين عن تسجيل 2,539 حالةً جديدةً، وهذه أعلى حصيلة إصابات يومية تسجلها البلاد حتى هذا التاريخ. سُجلت خمس وفيات إضافية ليصل عدد الوفيات إلى 1,314.[87]
- سجلت روسيا 6,562 حالةً جديدةً، لتتجاوز حصيلة الإصابات 700,000 حالة وتصل إلى 700,792. سُجلت 173 وفاةً إضافيةً، ما رفع عدد الوفيات إلى 10,667.
- أبلغت سنغافورة عن تسجيل 158 حالةً جديدةً، ما رفع حصيلة الإصابات إلى 45,298.[88] توفي رجل مصاب بكوفيد-19 بسبب الوهط التنفسي.[89]
- أبلغت أوكرانيا عن تسجيل 807 حالات جديدة و23 وفاةً، ما رفع حصيلة الإصابات إلى 50,414 وعدد الوفيات إلى 1,306. بلغ عدد حالات الشفاء 23,119.[90]
- أبلغت المملكة المتحدة عن تسجيل 630 حالةً جديدةً و126 وفاةً، ما رفع الحصيلة الرسمية إلى 286,979 إصابةً و44,517 وفاةً.[91]

### 9 يوليو
تقرير الحالة الصادر عن منظمة الصحة العالمية رقم 171:
- ظهرت نتيجة اختبار فيروس كورونا الذي أجرته رئيسة بوليفيا جانين آنييز إيجابيةً.
- أبلغت الصين عن تسجيل 9 حالات جديدة جميعها وافدة، ما رفع حصيلة الإصابات إلى 84,910. لم تُسجل أي وفيات جديدة، لتبقى حصيلة الوفيات 4,641، بينما بلغ عدد المرضى في المستشفيات 74.
- أبلغت ألمانيا عن تسجيل 442 حالةً جديدةً و12 وفاةً، ما رفع حصيلة الإصابات إلى 197,783 وعدد الوفيات إلى 9,048 وفق إحصائيات معهد روبرت كوخ.
- أبلغت هونغ كونغ عن تسجيل 42 حالةً جديدةً، أُكد أن 34 منها ناجمة عن عدوى محلية، وهذا رفع حصيلة الإصابات إلى 1,366. لم تُسجل أي وفيات إضافية وبقيت الحصيلة 7 وفيات.[93]
- أبلغت الهند عن تسجيل حصيلة يومية بلغت 24,879، ما رفع إجمالي الإصابات إلى 767,269. سُجلت 487 وفاةً إضافيةً ليصل عدد الوفيات إلى 21,129.
- أبلغت إندونيسيا عن تسجيل 2,657 حالةً جديدةً و58 وفاةً، ما رفع حصيلة الإصابات إلى 70,736 وعدد الوفيات إلى 3,417.
- أبلغت اليابان عن تسجيل 224 حالةً جديدةً في العاصمة طوكيو، وهذه أعلى زيادة يومية في عدد الإصابات في البلاد حتى هذا التاريخ.[94]
- أبلغت ماليزيا عن تسجيل ست حالات جديدة، ما رفع حصيلة الإصابات إلى 8,683. خُرجت 13 حالةً من المستشفيات، ليصل عدد حالات الشفاء إلى 8,499. بلغ عدد الحالات النشطة 63، حالتان منها في العناية المركزة وواحدة على جهاز التنفس الاصطناعي. بقيت حصيلة الوفيات 121.[95]
- سجلت المكسيك 7,280 حالةً جديدةً، وهي أعلى حصيلة إصابات يومية في البلاد حتى هذا التاريخ، إضافةً إلى 730 وفاةً، ما رفع إجمالي الإصابات إلى 282,283 وعدد الوفيات إلى 33,526.[96]
- أبلغت نيوزيلندا عن تسجيل ثلاث حالات جديدة، ما رفع عدد الحالات النشطة إلى 24 وحصيلة الإصابات إلى 1,540 (1,190 حالةً مؤكدةً و350 حالةً مشتبهةً). سُجلت حالتا شفاء لتصل حصيلة الشفاء إلى 1,494، بينما بقيت حصيلة الوفيات 22.[97]
- أبلغت نيجيريا عن تسجيل 460 حالةً جديدةً، لتتجاوز حصيلة الإصابات في البلاد 30,000 وتبلغ 30,249. بلغ عدد الوفيات المسجلة 684.
- سجلت قطر 557 حالةً جديدةً و4 وفيات، ما رفع حصيلة الإصابات إلى 102,110 وعدد الوفيات إلى 142.[98]
- أبلغت سنغافورة عن تسجيل 125 حالةً جديدةً لتصل حصيلة الإصابات إلى 45,422،[99] وتوفي أحد مرضى كوفيد-19 نتيجة وهط تنفسي.[100]
- سجلت سلوفاكيا 53 حالةً جديدةً، وهذا أعلى ارتفاع في الإصابات منذ شهر أبريل، لترتفع حصيلة الإصابات إلى 1,851. بلغ إجمالي الوفيات 28، بينما وصلت حصيلة الشفاء إلى 1,477. ارتفع عدد الحالات النشطة إلى 346، وهو الأعلى منذ 12 مايو.[101]
- أبلغت جنوب أفريقيا عن تسجيل 13,674 حالةً جديدةً، وهي أعلى حصيلة يومية سجلتها البلاد حتى هذا التاريخ، ليرتفع إجمالي الحالات المؤكدة إلى 238,339. سُجلت 129 وفاةً إضافية، لتصل حصيلة الوفيات إلى 3,720، بينما بلغ عدد حالات تالشفاء 113,061. أعلنت وزارة الصحة أيضًا عن إجراء ما يزيد عن مليوني اختبار كوفيد-19.[102]
- أبلغت كوريا الجنوبية عن تسجيل 50 حالةً جديدةً، ما رفع حصيلة الإصابات إلى 13,293، بينما بقي عدد الوفيات 287.
- أبلغت أوكرانيا عن تسجيل 810 حالات جديدة و21 وفاةً، ما رفع حصيلة الإصابات إلى 51,224 وعدد الوفيات إلى 1,327. بلغ عدد حالات الشفاء 23,784.[103]
- سجلت المملكة المتحدة 85 وفاةً جديدةً، ليصل إجمالي الوفيات إلى 44,602. لم تُسجل أي وفيات في اسكتلندا في هذا اليوم.[104]
- أبلغت الولايات المتحدة عن تسجيل 65,551 حالةً جديدةً، وهذه أعلى حصيلة إصابات يومية حتى هذا التاريخ. تجاوز بذلك إجمالي الحالات المؤكدة 3.1 مليون حالة. سُجلت 1,000 وفاة في آخر 24 ساعة وفقًا لجامعة جونز هوبكنز، ليرتفع إجمالي الوفيات في البلاد إلى 133,195.[105]

### 10 يوليو
تقرير الحالة الصادر عن منظمة الصحة العالمية رقم 172:
- أفادت تقارير منظمة الصحة العالمية بحدوث ازدياد قياسي في عدد حالات فيروس كورونا المسجلة عالميًا، مع ارتفاع إجمالي بلغ 228,102 خلال 24 ساعة.
- أبلغت جمهورية التشيك عن تسجيل 82 حالةً جديدةً، لتتجاوز حصيلة الإصابات 13,000.
- أبلغت فرنسا عن تسجيل ما يزيد عن 600 حالة جديدة لليوم الثالث على التوالي إضافةً إلى 25 وفاةً، وهذا رفع حصيلة الوفيات لتتجاوز 30,000 وتصل حتى 30,004.
- أبلغت هونغ كونغ عن تسجيل 38 حالةً جديدةً، ما رفع إجمالي الإصابات المسجلة إلى 1,404 حتى هذا التاريخ، بينما بقيت حصيلة الوفيات 7.[107]
- أبلغت الهند عن تسجيل 26,506 حالات جديدة، وهي أعلى زيادة يومية حتى هذا التاريخ.
- أبلغت إندونيسيا عن تسجيل 1,611 حالةً جديدةً و52 وفاةً، ما رفع حصيلة الإصابات إلى 72,347 وعدد الوفيات إلى 3,469. بلغ عدد حالات الشفاء 33,529.
- سجلت لبنان 71 حالةً جديدةً، وهذا أعلى ارتفاع يومي في البلاد منذ بدء الجائحة.
- أبلغت ماليزيا عن تسجيل 13 حالةً جديدةً، ما رفع إجمالي الإصابات إلى 8,696.[108] خُرج 12 مريضًا من المستشفيات لتصل حصيلة الشفاء إلى 8,511، بينما بلغ عدد الحالات النشطة 64 وبقي عدد الوفيات 121.[109]
- سجلت ناميبيا 52 حالةً جديدةً ووفاتها الأولى لرجل يبلغ من العمر 45 عامًا. بلغت حصيلة الإصابات 667.[110]
- أبلغت نيوزيلندا عن تسجيل حالتين جديدتين، ما رفع عدد الحالات النشطة إلى 23 وحصيلة الإصابات إلى 1,542 (1,192 حالةً مؤكدةً و350 حالةً مشتبهةً). سُجلت ثلاث حالات شفاء جديدة لتصل حصيلة الشفاء إلى 1,497، بينما بقي عدد الوفيات 22.[111]
- أبلغت صربيا عن تسجيل 386 حالةً جديدةً و18 وفاةً، ما رفع حصيلة الإصابات إلى 386 وعدد الوفيات إلى 18.[112]
- أبلغت روسيا عن تسجيل 6,635 حالةً جديدةً و174 وفاةً، ما رفع حصيلة الإصابات إلى 713,963 وعدد الوفيات إلى 11,017. بلغت حصيلة الشفاء 489,068.
- أبلغت سنغافورة عن تسجيل 191 حالةً جديدةً، ما رفع إجمالي الحالات إلى 45,613.[113]
- سجلت أوكرانيا 819 حالةً جديدةً و18 وفاةً، ما رفع حصيلة الإصابات إلى 52,043 وعدد الوفيات إلى 1,345. شُفي ما مجموعه 24,800 مريضًا حتى هذا التاريخ.[114]
- سجلت المملكة المتحدة 48 وفاةً جديدةً، ما رفع عدد الحالات الإجمالي إلى 44,650. لم تسجل اسكتلندا وويلز وأيرلندا الشمالية أي وفيات جديدة.[115]
- سجلت الولايات المتحدة 69,000 حالةً جديدةً، وهو رقم قياسي جديد، وبذلك ارتفع عدد الإصابات إلى 3.18 مليون إصابة، من بينها ما يزيد عن 134,000 وفاة مؤكدة حتى هذا التاريخ.[116][117]

### 11 يوليو
تقرير الموقف لمنظمة الصحة العالمية WHO رقم 173:
- أبلغت أستراليا عن 216 حالةً جديدةً في ولاية فيكتوريا.[119]
- أبلغت البرازيل عن 45 ألف حالة جديدة، ليصبح العدد الكلي للحالات 1.8 مليون حالة. سُجلت أيضًا 1200 حالة وفاة جديدة ليتخطى العدد الكلي للوفيات 70 ألف حالة بواقع 70400 حالة.[120]
- أبلغت الهند عن ارتفاع جديد لعدد الحالات بها، لليوم الثالث على التوالي، بواقع 27114 حالةً مؤكدةً، ليتخطى العدد الكلي للحالات بها 800 ألف حالة بواقع 820916 حالةً. أُبلغ عن 519 حالة وفاة جديدة ليرتفع العدد الكلي للوفيات بها إلى 22123 حالةً.[121]
- أبلغت إيطاليا عن 188 حالةً جديدةً، وكان ثلث هذه الحالات بإقليم لومبارديا، ليصبح العدد الكلي للحالات بها 242827 حالةً. أُبلغ عن سبع وفيات جديدة ليرتفع العدد الكلي للوفيات هناك إلى 34945 حالة وفاة. انخفض العدد الكلي للحالات النشطة إلى 13303 حالات؛ وأُجري هناك أكثر من 5.95 مليون اختبار تشخيصي.[122][123]
- أبلغ لبنان عن 86 حالةً يوميةً جديدةً في البلاد، ليرتفع العدد الكلي للحالات هناك إلى 2168 حالةً. أُبلغ عن إجمالي 36 حالة وفاة بالبلاد.
- أبلغت ماليزيا عن ثماني حالات جديدة، أربعة منها من الخارج، ليصبح العدد الكلي للحالات هناك 8704 حالات. يوجد 67 حالةً نشطةً، ويوجد ثلاث حالات منها في وحدات العناية المركزة، واثنان منها على أجهزة التنفس الاصطناعي. تعافى أربعة مرضى، ليصبح العدد الكلي للمتعافين 8515 حالةً. أبلغت الدولة أيضًا عن حالة وفاة جديدة ليصبح العدد الكلي للوفيات 122 حالةً.[124]
- أبلغت المكسيك 6094 حالةً جديدةً مع 539 حالة وفاة جديدةً، ليصبح العدد الكلي للحالات والوفيات 295268 حالةً و34730 حالةً على الترتيب.
- أبلغت نيوزيلندا عن حالة واحدة جديدة، ليصبح عدد الحالات النشطة هناك 24 حالةً، والعدد الكلي للحالات 1543 حالةً بواقع 1193 حالةً مؤكدةً و350 حالةً محتملةً. ظل عدد المتعافين ثابتًا عند 1497 حالةً وظل عدد الوفيات ثابتًا أيضًا عند 24 حالةً.[125]
- سجلت فلسطين 436 حالةً جديدةً، ليصبح العدد الكلي المؤكد للحالات حتى هذا اليوم 5827 حالةً. سُجلت خمس حالات وفاة أخرى، ليرتفع العدد الكلي للوفيات إلى 35 حالةً. تعافى 829 شخصًا حتى هذا اليوم.
- أبلغت الفلبين عن 1387 حالةً جديدةً، ليرتفع العدد الكلي للحالات هناك إلى 54222 حالةً. سُجلت أيضًا 12 حالة وفاة.[126]
- أبلغت روسيا عن 6611 حالةً جديدةً مع 188 حالة وفاة جديدةً، ليصبح العدد الكلي للحالات والوفيات حتى هذا اليوم 720547 حالةً و11205 حالات على الترتيب.
- أبلغت سنغافورة عن 170 حالةً جديدةً، ليصبح العدد الكلي للحالات 45783 حالةً.[127][128]
- أبلغت جنوب أفريقيا عن 13497 حالةً جديدةً و3971 حالة وفاة جديدة، ليصبح العدد الكلي للحالات والوفيات 264184 حالةً و3971 حالةً على الترتيب.[129]
- أبلغت تركيا عن 1016 حالةً جديدةً و21 حالة وفاة جديدة، ليصبح العدد الكلي للحالات والوفيات 211981 حالةً و5344 حالةً على الترتيب. أُعلن أيضًا عن تعافي 1344 مريضًا، ليصبح العدد الكلي للمتعافين 193217 حالةً.
- أبلغت أوكرانيا عن 800 حالة جديدة و27 حالة وفاة جديدةً، ليصبح العدد الكلي للحالات والوفيات 52843 حالةً و1372 حالةً على الترتيب؛ تعافى 25661 مريضًا حتى هذا اليوم.[130]
- أبلغت المملكة المتحدة عن 820 حالةً جديدةً و148 حالة وفاة جديدة، ليصبح العدد الكلي للحالات والوفيات 288953 حالةً و44798 حالةً على الترتيب. أُعلن أيضًا عن إجراء 153667 اختبارًا تشخيصيًا خلال الأربعة والعشرين ساعةً الماضية.[131][132]
- أبلغت الولايات المتحدة عن 66528 حالةً جديدةً و760 حالة وفاة جديدة، ليصبح العدد الكلي للحالات والوفيات 3242073 حالةً و134729 حالةً على الترتيب، وذلك طبقًا للبيانات الخاصة بجامعة جونز هوبكينز. أبلغت فلوريدا عن أكبر ارتفاع يومي في عدد الحالات على مستوى جميع الولايات الأمريكية بواقع 15299 حالةً إيجابيةً مؤكدةً.[133]

### 12 يوليو
تقرير الموقف لمنظمة الصحة العالمية WHO رقم 174:
- أبلغت منظمة الصحة العالمية عن رقم قياسي جديد للحالات في يوم واحد على مستوى العالم، وكان يبلغ 230370 حالةً إيجابيةً مؤكدةً.[135]
- أبلغت الأرجنتين عن 2657 حالةً جديدةً، ليتخطى العدد الكلي للحالات المؤكدة مئة ألف حالة بواقع 100166 حالةً. ظل عدد الوفيات في الدولة ثابتًا عند 1845 حالةً.[136]
- أبلغت أستراليا عن 273 حالةً جديدةً وحالة وفاة جديدة في ولاية فيكتوريا.[137]
- أبلغت البرازيل عن 631 حالة وفاة جديدة، ليصبح العدد الكلي للوفيات في البلاد 72100 حالة. ارتفع العدد الكلي للحالات المؤكدة هناك إلى 1864681 حالةً.[138]
- أبلغت الصين عن سبع حالات جديدة، ولم ينتقل المرض إلى أي من هذه الحالات محليًا، وارتفع العدد الكلي للحالات هناك إلى 83594 حالةً. لم يُبلَغ عن أي حالات وفاة جديدة، ليظل العدد الكلي للوفيات هناك ثابتًا عند 4634 حالةً.
- أبلغت ألمانيا عن 282 حالةً جديدةً وثلاث حالات وفاة جديدة، ليصبح العدد الكلي للحالات والوفيات حتى هذا اليوم 198804 حالات و9063  حالةً على الترتيب.
- أبلغت اليونان عن 41 حالةً جديدةً، ليصبح العدد الكلي للحالات هناك 3772 حالةً. لم يُبلغ عن وفيات جديدة؛ وظل عدد الوفيات ثابتًا عند 193 حالةً.
- أبلغت الهند عن 28637 حالةً جديدةً، وهو أعلى عدد يومي للحالات في الهند حتى هذا اليوم، وارتفع العدد الكلي للحالات بذلك إلى 849553 حالةً. أُبلغ عن 551 حالة وفاة أخرى أيضًا، ليصبح العدد الكلي للوفيات 22674 حالةً.[139]
- أبلغ لبنان عن تسجيل 166 حالةً جديدةً، ليتخطى العدد الكلي للحالات حتى هذا اليوم 2000 حالة.[140]
- أبلغت ماليزيا عن 14 حالةً جديدةً (ثلاث حالات من الخارج، و11 حالةً ناتجةً عن انتقال المرض بين أفراد المجتمع)، ليصبح العدد الكلي للحالات هناك 8718 حالةً. كان هناك أربع حالات تعافي، وظل عدد الوفيات ثابتًا عند 122 حالةً.[141]
- أبلغت المكسيك عن 4482 حالةً جديدةً مع 276 حالة وفاة، ليصبح العدد الكلي للحالات والوفيات 299750 حالةً و35006 حالات على الترتيب.[142]
- أبلغت نيوزيلندا عن حالة جديدة، ليصبح العدد الكلي للحالات النشطة 25 حالةً، والعدد الكلي للحالات 1544 حالةً (1194 حالةً مؤكدةً و350 حالةً محتملةً). ظل عدد المتعافين ثابتًا عند 1497 حالةً، بينما ظل عدد الوفيات ثابتًا عند 24 حالةً.[143]
- أبلغت روسيا عن 6615 حالةً جديدةً و130 حالة وفاة جديدةً، ليصبح العدد الكلي للحالات والوفيات 727162 حالةً و11335 حالةً على الترتيب.
- أبلغت سنغافورة عن 178 حالةً جديدةً، ليصبح العدد الكلي للحالات 45961 حالةً.[144][145]
- أبلغت كوريا الجنوبية عن 44 حالةً جديدةً، كان 21 حالةً منها ناتجةً عن انتقال المرض محليًا، وأصبح بذلك العدد المؤكد للحالات هناك 13417 حالةً. سُجلت حالة وفاة واحدة أيضًا، ليصبح العدد الكلي للوفيات هناك 289 حالةً.
- أبلغت سوريا عن أربع حالات جديدة في محافظة إدلب.
- أبلغت أوكرانيا عن 678 حالةً جديدةً و11 حالة وفاة، ليصبح العدد الكلي للحالات والوفيات هناك 53521 حالةً و1383 حالةً على الترتيب؛ تعافى 26118 مريضًا حتى هذا اليوم.[146]
- أبلغت المملكة المتحدة عن 650 حالةً جديدةً و21 حالة وفاة جديدة، ليصبح العدد الكلي للحالات والوفيات 289603 حالات و44819 حالةً على الترتيب. لم يُبلغ عن حالات وفاة جديدة في سكوتلندا أو ويلز.[147]
- أبلغت الولايات المتحدة عن رقم قياسي يومي جديد للحالات بواقع 66528 حالةً مع 760 حالة وفاة جديدة، ليصبح العدد الكلي للحالات والوفيات 3242073 حالةً و134729 حالةً على الترتيب، وذلك طبقًا لبيانات جامعة جونز هوبكينز.

### 13 يوليو
تقرير الموقف لمنظمة الصحة العالمية WHO رقم 175:
- أبلغت الصين عن ثلاث حالات جديدة، وخمس حالات جديدة لا تعاني من أعراض، ليصبح العدد الكلي للحالات هناك 83605 حالات. ظل عدد الوفيات ثابتًا عند 4634 حالةً.[149]
- أبلغت فرنسا عن انخفاض عدد حالات كوفيد 19 التي تُعالج بالمستشفيات من 7062 حالةً إلى 6983 حالةً، مع انخفاض عدد حالات الحالات في وحدات العناية المركزة من 496 إلى 492 حالةً.[150]
- أبلغت ألمانيا عن 159 حالةً جديدةً وحالة وفاة واحدة، ليصبح العدد الكلي للحالات والوفيات 198963 حالةً و9064 حالةً على الترتيب، وذلك طبقًا للبيانات الخاصة بمعهد روبرت كوخ.[151]
- أبلغت الهند عن 28701 حالة جديدة و500 حالة وفاة جديدة، ليصبح العدد الكلي للوفيات 23174 حالةً.
- أبلغت إندونيسيا عن 1282 حالةً جديدةً و50 حالة وفاة جديدةً، ليصبح العدد الكلي للحالات والوفيات 76981 حالةً و3656 حالةً على الترتيب.
- أبلغت ماليزيا عن سبع حالات جديدة ليصبح عدد الحالات النشطة 83 حالةً والعدد الكلي للحالات 8725 حالةً. كان هناك حالة تعافي واحدة، ليصبح العدد الكلي للمتعافين 8520 حالةً. ظل عدد الوفيات ثابتًا عند 122 حالةً.[152]
- أبلغت المكسيك عن 4695 حالةً جديدةً و485 حالة وفاة جديدةً، ليصبح العدد الكلي للحالات والوفيات 304435 حالةً و35491 حالةً على الترتيب.[153]
- لم تُبلغ نيوزيلندا عن حالات جديدة في هذا اليوم. ظل عدد الحالات النشطة ثابتًا عند 25 حالةً، وظل عدد الحالات ثابتًا عند 1544 حالةً (1194 حالةً مؤكدةً و350 حالةً محتملةً). ظل عدد المتعافين ثابتًا عند 1497 حالةً بينما ظل عدد الوفيات ثابتًا عند 22 حالةً.[154]
- أبلغت الفلبين عن 2124 حالةً جديدةً مع ارتفاع كبير في العدد اليومي للوفيات بواقع 162 حالةً، ليصبح العدد الكلي للحالات والوفيات 56259 حالةً و1534 حالةً على الترتيب.[155]
- أبلغت سنغافورة عن 322 حالةً جديدة ليصبح العدد الكلي للحالات 46282 حالةً.[156][157]
- أبلغت كوريا الجنوبية عن 62 حالةً جديدةً، 19 منها كانت ناتجةً عن الانتقال المحلي للمرض، ليصبح العدد الكلي المؤكد للحالات حتى هذا اليوم 13479 حالةً. لم يُبلَغ عن حالات وفاة جديدة ليظل عدد الوفيات ثابتًا عند 289 حالةً.
- أبلغت أوكرانيا عن 602 حالة جديدة و15 حالة وفاة جديدةً، ليصبح العدد الكلي للحالات والوفيات 54133 حالةً و1398 حالةً على الترتيب؛ تعافت حتى هذا اليوم 26503 حالات.[158]
- أبلغت المملكة المتحدة عن 11 حالة وفاة جديدةً، ليصبح العدد الرسمي للوفيات هناك 44830 حالةً.[159]
- أبلغت الولايات المتحدة عن 60469 حالةً جديدةً و312 حالة وفاة جديدةً، ليصبح العدد الكلي للحالات والوفيات بالبلاد 3296599 حالةً و134884 حالةً على الترتيب.

### 14 يوليو
تقرير الموقف لمنظمة الصحة العالمية WHO رقم 176:
- أبلغت الجزائر عن 527 حالةً جديدةً، وهي أعلى زيادة يومية للحالات سُجلت هناك حتى هذا اليوم، بالإضافة إلى عشر وفيات جديدة و337 حالة تعافي.[161]
- أبلغت تشيلي عن 1836 حالةً جديدةً، وهي أقل زيادة يومية للحالات خلال 63 يومًا، ليصبح بذلك العدد الكلي للحالات هناك 319493 حالةً. ارتفع عدد الوفيات إلى 7069 حالةً.
- أبلغت الصين عن ست حالات جديدة، وكانت جميعها من الخارج، ليصبح العدد الكلي للحالات 83611. لم يُبلغ عن حالات وفاة أخرى، ليظل العدد الكلي للوفيات ثابتًا عند 4634 حالةً.[162]
- أبلغت ألمانيا عن 412 حالةً جديدةً مع أربع وفيات، ليصبح العدد الكلي للحالات والوفيات 199375 حالةً و9068 حالةً على الترتيب.
- أبلغت هونغ كونغ عن 48 حالةً جديدةً، انتقل المرض إلى 40 حالةً منها محليًا، وتخطى بذلك العدد الكلي للحالات المؤكدة 1500 حالة. ظل عدد الوفيات ثابتًا عند ثماني حالات.[163]
- أبلغت الهند عن 28498 حالةً جديدةً و553 حالة وفاة جديدةً، ليصبح العدد الكلي للحالات والوفيات 906752 حالةً و23727 حالةً على الترتيب.
- أبلغت إيران عن 179 حالة وفاة جديدةً، ليصبح العدد الكلي للوفيات هناك 13211 حالةً. أُبلغ عن 2521 حالةً جديدةً أيضًا، ليصبح العدد الكلي للحالات 262173 حالةً.[164]
- أبلغت إسرائيل عن 1681 حالةً جديدةً، وهي أعلى زيادة يومية للحالات أبلغت عنها إسرائيل حتى هذا اليوم. أُبلغ عن ثلاث وفيات جديدة، ليصبح العدد الكلي للوفيات هناك 368 حالةً. يوجد حتى هذا اليوم 177 مريضًا في حالة خطيرة، مع 55 مريضًا على أجهزة التنفس الاصطناعي، وبلغ عدد الحالات النشطة 21118 حالةً.[165]
- أبلغت ماليزيا عن أربع حالات جديدة، ليصبح العدد الكلي للحالات هناك 8729 حالةً. يوجد حتى هذا اليوم 83 حالةً، مع أربع حالات في وحدات العناية المركزة وحالتين على أجهزة التنفس الاصطناعي. تعافت أربع حالات، ليصبح العدد الكلي للمتعافين 8524 حالةً. ظل عدد الوفيات ثابتًا عند 122 حالةً.[166]
- أبلغت نيوزيلندا عن حالة واحدة جديدة، ليصبح عدد الحالات النشطة 25 حالةً، والعدد الكلي للحالات 1545 حالةً (1195 حالةً مؤكدةً و350 حالةً محتملةً). كان هناك حالة تعافي جديدة، ليصبح العدد الكلي للمتعافين 1498. ظل عدد الوفيات ثابتًا عند 22 حالةً.[167]
- أبلغت الفلبين عن 634 حالةً جديدةً وست وفيات جديدة، ليصبح العدد الكلي للحالات والوفيات 57545 حالةً و1603 حالات على الترتيب.
- أبلغت روسيا عن 6428 حالةً جديدةً و175 حالة وفاة جديدةً، ليصبح العدد الكلي للحالات والوفيات 739947 حالةً و11614 حالةً على الترتيب.[168]
- أبلغت سنغافورة عن 347 حالةً جديدةً، ليصبح العدد الكلي للحالات 46629 حالةً.[169] أُكدت حالة وفاة أخرى لاحقًا، ليصبح العدد الكلي للوفيات 27 حالةً.[170]
- أبلغت إسبانيا عن 666 حالةً جديدةً ناتجةً عن 120 حالة تفشٍ مختلفةً، ليصبح العدد الكلي للحالات المؤكدة حتى هذا اليوم 256619 حالةً.
- أبلغت أوكرانيا عن 638 حالةً جديدةً و14 حالة وفاة جديدةً، ليصبح العدد الكلي للحالات والوفيات هناك 54771 حالةً و1412 حالةً على الترتيب؛ تعافى 27154 مريضًا حتى هذا اليوم.[171]
- أبلغت المملكة المتحدة عن 398 حالةً جديدةً مؤكدةً مخبريًا و138 حالة وفاة جديدةً، ليصبح العدد الكلي للحالات والوفيات هناك 291373 حالةً و44968 حالةً على الترتيب. لم يُبلغ عن حالات وفاة جديدة في سكوتلندا.[172][173]

### 15 يوليو
تقرير الموقف لمنظمة الصحة العالمية WHO رقم 177:
- أبلغت ماليزيا عن خمس حالات جديدة، ليصبح عدد الحالات النشطة 86 حالةً والعدد الكلي للحالات 8734 حالةً. خرج شخصان من المستشفيات ليصبح العدد الكلي للمتعافين 8526 حالةً. ظل عدد الوفيات ثابتًا عند 122 حالةً[175]
- أبلغت نيوزيلندا عن حالتين جديدتين، ليصبح عدد الحالات النشطة 27 حالةً والعدد الكلي للحالات 1547 حالةً (1197 حالةً مؤكدةً و350 حالةً محتملةً). ظل عدد المتعافين ثابتًا عند 1498 حالةً بينما ظل عدد الوفيات ثابتًا عند 22 حالةً.[176]
- أبلغت سنغافورة عن 249 حالةً جديدةً، ليصبح العدد الكلي للحالات 46878 حالةً.[177][178]
- أبلغت أوكرانيا عن 836 حالةً جديدةً و15 حالة وفاة جديدةً، ليصبح العدد الكلي للحالات والوفيات 55607 حالات و1427 حالةً على الترتيب؛ تعافى 28131 مريضًا.[179]

### 16 يوليو
تقرير الموقف لمنظمة الصحة العالمية WHO رقم 178:
- أبلغت أستراليا عن 317 حالةً جديدةً، وهو رقم قياسي يومي جديد، مع حالتي وفاة في ولاية فيكتوريا.[181]
- أبلغت الهند عن ارتفاع يومي جديد في الحالات بعدد 32695 حالةً جديدةً، ليصبح العدد الكلي للحالات المؤكدة في البلاد 968876. أُبلغ عن 1118 حالة وفاة أخرى، ليصبح العدد الكلي للوفيات 24915 حالةً. وصل عدد الحالات النشطة حتى هذا اليوم إلى 331146 حالةً، وتعافى 612815 مريضًا.[182]
- أبلغت إندونيسيا عن 1574 حالةً جديدةً مع 76 حالة وفاة جديدةً، ليصبح العدد الكلي للحالات والوفيات 81668 حالةً و3873 حالةً على الترتيب.[183]
- أبلغت ماليزيا عن ثلاث حالات جديدة (حالة ماليزية وحالتان أجنبيتان)، ليصبح العدد الكلي للحالات 8737. يوجد حتى هذا اليوم 77 حالةً نشطةً مع وجود ثلاث حالات في وحدات العناية المركزة، إحداها على جهاز التنفس الاصطناعي. خرج 12 مريضًا من المستشفيات ليصبح العدد الكلي للمتعافين 8538 حالةً. ظل عدد الوفيات ثابتًا عند 122 حالةً.[184]
- لم تُبلغ مالطا عن أي حالات جديدة خلال أسبوع، مع وجود أربع حالات نشطة.
- أبلغت نيوزيلندا عن حالة جديدة واحدة ليصبح العدد الكلي للحالات النشطة 27 حالةً والعدد الكلي للحالات 1548 حالةً (1198 حالةً مؤكدةً و350 حالةً محتملةً). تعافى شخص آخر أيضًا ليصبح العدد الكلي للمتعافين 1499 حالةً. ظل عدد الوفيات ثابتًا عند 22 حالةً.[185]
- أبلغت باكيستان عن 2145 حالةً جديدةً ليصبح العدد الكلي المؤكد للحالات حتى هذا اليوم 257915 حالةً. أُبلغ عن 153 حالة وفاة أيضًا، وهو أقل عدد يومي للوفيات هناك على مدار شهر، وأصبح العدد الكلي للوفيات 5426 حالةً.
- أبلغت روسيا عن 6428 حالةً جديدةً و167 حالة وفاة جديدةً، ليصبح العدد الكلي للحالات والوفيات 752797 حالةً و11937 حالةً على الترتيب.[186]
- أبلغت سنغافورة عن 248 حالةً جديدةً ليصبح العدد الكلي للحالات 47126 حالةً.[187][188]
- أبلغت أوكرانيا عن 848 حالةً جديدةً مع 18 حالة وفاة جديدةً، ليصبح العدد الكلي للحالات والوفيات 56455 حالةً و1445 حالةً على الترتيب؛ وتعافت 28931 حالةً.[189]
- أبلغت المملكة المتحدة عن 642 حالةً جديدةً مع 66 حالة وفاة جديدةً، ليصبح العدد الكلي الرسمي للحالات والوفيات 292552 حالةً و45119 حالةً على الترتيب. كانت جميع الوفيات تعاني من مشاكل طبية أخرى؛ سجلت سكوتلندا أول حالة وفاة بها منذ ثمانية أيام.[190]
- تخطى العدد الكلي للحالات في الولايات المتحدة 3.5 مليون حالة، مع أكثر من 137 ألف حالة وفاة، وذلك طبقًا لبيانات جامعة جونز هوبكنز.

### 17 يوليو
تقرير الحالة الصادر عن منظمة الصحة العالمية رقم 179:
- تجاوزت حصيلة الحالات المسجلة في الهند مليون حالة، مع أكثر من 25,000 وفاة.[192]
- أبلغت ماليزيا عن تسجيل 18 حالةً جديدةً، ما رفع الحصيلة إلى 8,755. شُفي ثلاثة مرضى ليرتفع عدد حالات الشفاء إلى 8,541. هناك 92 حالةً نشطةً، مع ثلاث إصابات في وحدات العناية المركزة وواحدة على جهاز التنفس الاصطناعي المساعد. بقيت حصيلة الوفيات 122 وفاةً.[193]
- أبلغت نيوزيلندا عن تسجيل حالة جديدة، ما رفع حصيلة الإصابات إلى 1,549 (1,199 حالةً مؤكدةً و350 حالةً مشتبهةً). شُفي سبعة أشخاص ليرتفع عدد حالات الشفاء إلى 1,506. بلغ عدد الحالات النشطة 21 وبقيت حصيلة الوفيات 22.[194]
- أبلغت سنغافورة عن تسجيل 327 حالةً ما رفع إجمالي الإصابات إلى 47,453،[195] وأُكدت إصابة مريضة بفيروس كورونا بعد وفاتها نتيجة نزف دماغي.[196]
- أبلغت أوكرانيا عن تسجيل 809 حالات جديدة و11 وفاة، ما رفع حصيلة الإصابات إلى 57,264 بينها 1,456 وفاةً، وشُفي ما مجموعه 29,769 مريضًا.[197]
- تخطت البرازيل مليوني إصابة.

### 18 يوليو
تقرير الحالة الصادر عن منظمة الصحة العالمية رقم 180:
- أبلغت ماليزيا عن تسجيل 9 حالات جديدة، ما رفع الحصيلة إلى 8,764. بلغ عدد الحالات النشطة 96، ودخلت حالة واحدة إلى وحدة العناية المركزة. شُفيت خمس حالات لترتفع حصيلة الشفاء إلى 8,546. بقيت حصيلة الوفيات 122.[199]
- سجلت نيوزيلندا حالةً جديدة، ليرتفع إجمالي الإصابات إلى 1,550 (1,200 حالة مؤكدة و350 حالةً مشتبهةً). بلغ عدد الحالات النشطة 22 حالةً واستقر عدد حالات الشفاء عند 1,506 وعدد الوفيات عند 22.[200]
- أبلغت سنغافورة عن تسجيل حالتين بعد المئتين، ما رفع حصيلة الإصابات إلى 47,655.[201]
- أبلغت أوكرانيا عن تسجيل 847 حالةً جديدةً و21 وفاةً، ما رفع حصيلة الإصابات إلى 58,111 وعدد الوفيات إلى 1,477، وشُفي ما مجموعه 30,525 مريضًا.[202]

### 19 يوليو
تقرير الحالة الصادر عن منظمة الصحة العالمية رقم 181:
- أبلغت ماليزيا عن تسجيل 15 حالةً جديدة (11 عدوى مجتمعية و4 حالات وافدة)، ما رفع حصيلة الإصابات إلى 8,779، مع وجود 103 حالات نشطة، وحالتين ضمن وحدة العناية المشددة، وواحدة على جهاز التنفس الاصطناعي. سُجلت وفاة إضافية لترتفع حصيلة الوفيات إلى 123.[204]
- أبلغت نيوزيلندا عن تسجيل ثلاث حالات جديدة، لترتفع الحصيلة إلى 1,553 إصابة (1,203 حالات مؤكدة و350 حالةً مشتبهةً). هناك 25 حالةً نشطةً بينما بقي عدد المتعافين 1,506 وحصيلة الوفيات 22.[205]
- أبلغت سنغافورة عن تسجيل 257 حالةً جديدةً لتصل الحصيلة إلى 47,912 إصابةً.[206][207]
- سجلت أوكرانيا 731 حالةً جديدةً و8 وفيات إضافية، ليصل مجموع الإصابات إلى 58,842 وعدد الوفيات إلى 1,485. بلغ عدد حالات الشفاء 30,879.[208]

### 20 يوليو
تقرير الحالة الصادر عن منظمة الصحة العالمية رقم 182:
- أبلغت ماليزيا عن تسجيل 21 حالةً جديدةً، مع تخريج مريضين من المشفى، وبهذا ترتفع حصيلة حالات الشفاء إلى 8,555. بلغ عدد المرضى النشطين 122، ثلاثة منهم ضمن وحدة العناية المركزة، وواحد على جهاز التهوية المساعدة.[210]
- سجلت نيوزيلندا حالةً جديدةً، ما رفع الحصيلة إلى 1,554 (1,204 حالات مؤكدة و350 حالةً مشتبهةً). بلغ عدد الحالات النشطة 26 بينما بقي عدد حالات الشفاء إلى 1,506 وعدد الوفيات 22.[211]
- أبلغت سنغافورة عن تسجيل 123 إصابةً جديدةً، لتصل حصيلة الإصابات إلى 48,035.[212][213]
- أبلغت أوكرانيا عن تسجيل 651 حالةً جديدة 13 وفاةً، لتصل حصيلة الإصابات إلى 59,493 ويرتفع عدد الوفيات إلى 1,498. بلغ عدد حالات الشفاء 31,439.[214]

### 21 يوليو
تقرير الحالة الصادر عن منظمة الصحة العالمية رقم 183:
- أبلغت ماليزيا عن تسجيل 15 حالةً جديدةً، ما رفع حصيلة الحالات في البلاد إلى 8,815. شُفي سبعة مرضى ما رفع عدد حالات الشفاء إلى 8,562. بلغ عدد الحالات النشطة 130، أربعة منها في وحدة العناية المركزة وحالة واحدة على جهاز التهوية المساعدة. استقر عدد الوفيات عند 123.[216]
- أبلغت نيوزيلندا عن تسجيل حالة جديدة، ما رفع حصيلة الحالات إلى 1,555 (1,205 حالات مؤكدة و350 حالةً مشتبهةً). بلغ عدد الحالات النشطة 27 حالةً بينما بقي عدد حالات الشفاء 1.506 واستقر عدد الوفيات عند 22.[217]
- أبلغت سنغافورة عن تسجيل 399 حالةً جديدةً، لترتفع حصيلة الحالات إلى 48,434.[218][219]
- أبلغت أوكرانيا عن تسجيل 673 حالةً جديدةً و20 وفاةً، ليرتفع عدد الإصابات إلى 60,166 وعدد الوفيات إلى 1,518. بلغ عدد حالات الشفاء 32,199.[220]

### 22 يوليو
تقرير الحالة الصادر عن منظمة الصحة العالمية رقم 184:
- أبلغت ماليزيا عن تسجيل 16 حالةً جديدةً ما رفع حصيلة الإصابات إلى 8,831. بقيت خمس حالات نشطة في وحدة العناية المركزة واحتاج أحد المرضى إلى جهاز التنفس الاصطناعي وشُفيت أربع حالات.[222]
- لم تسجل نيوزيلندا أي حالة جديدة، وبقي عدد الحالات النشطة 27، وعدد الإصابات الكلي 1,555 (1,205 حالات مؤكدة و350 حالةً مشتبهةً). بلغ عدد حالات الشفاء 1,506 واستقر عدد الوفيات عند 22.[223]
- سجلت سنغافورة 310 حالات جديدة، ما رفع حصيلة الإصابات إلى 48,744.[224][225]
- أبلغت أوكرانيا عن تسجيل 829 حالةً جديدةً و16 وفاةً، ليبلغ عدد الإصابات 60,995 وتصل حصيلة الوفيات إلى 1,534. شُفي ما مجموعه 33,172 من المرضى حتى هذا التاريخ.[226]

### 23 يوليو
تقرير الحالة الصادر عن منظمة الصحة العالمية رقم 185:
- أبلغت ماليزيا عن تسجيل تسع حالات جديدة، ما رفع حصيلة الإصابات إلى 8,840، مع وجود 143 حالةً نشطةً وخمس حالات ضمن وحدة العناية المشددة، وحالتين على جهاز التنفس الاصطناعي. شُفيت 8 حالات لتصل حصيلة الشفاء إلى 8,574، وبقي عدد الوفيات 123.[228]
- أبلغت نيوزيلندا عن تسجيل خمس حالات شفاء جديدة، ليصبح عدد الحالات النشطة 22 وعدد حالات الشفاء 1,511. لم تُسجل أي إصابات جديدة، وبقيت الحصيلة 1,555 (1,205 حالات مؤكدة و350 مشتبهةً). استقر عدد الوفيات عند 22.[229]
- أبلغت سنغافورة عن تسجيل 354 حالةً جديدةً لتصل الحصيلة إلى 49,098 إصابةً.[230][231]
- سجلت أوكرانيا 856 حالةً جديدةً و17 وفاةً إضافيةً، ليصل مجموع الإصابات إلى 61,851 وعدد الوفيات إلى 1,551. بلغ عدد حالات الشفاء 34,000.[232]

### 24 يوليو
تقرير الحالة الصادر عن منظمة الصحة العالمية رقم 186:
- أبلغت ولاية فكتوريا في أستراليا عن تسجيل 300 حالة جديدة وست وفيات في آخر 24 ساعة، وإضافةً إلى ذلك، ارتبطت 447 حالةً مع منشآت رعاية المعمرين في الولاية.[234]
- أبلغت ماليزيا عن تسجيل 21 حالةً إضافيةً، ما رفع حصيلة الحالات إلى 8,861. بلغ عدد الحالات النشطة 161، خمس منها في وحدة العناية المركزة، وحالتان على جهاز التنفس الاصطناعي. شُفي ثلاثة مرضى، ما رفع عدد حالات الشفاء إلى 8,577. بقيت حصيلة الوفيات ثابتةً عند 123 وفاةً.[235]
- أبلغت نيوزيلندا عن تسجيل حالة جديدة، ما رفع حصيلة الإصابات إلى 1,556 (1,206 حالات مؤكدة و350 حالةً مشتبهةً). شُفيت حالتان لترتفع حصيلة الشفاء إلى 1,513، بينما بلغ عدد الحالات النشطة 21.[236]
- أبلغت سنغافورة عن تسجيل 277 حالةً لترتفع حصيلة الإصابات إلى 49,375.[237][238]
- أبلغت أوكرانيا عن تسجيل 972 حالةً جديدةً و20 وفاةً، ما رفع حصيلة الإصابات إلى 62,823 وعدد الوفيات إلى 1,571. شُفي حتى هذا التاريخ 34,886 مريضًا.[239]
- تخطت الولايات المتحدة 4 ملايين حالة.

### 25 يوليو
تقرير الحالة الصادر عن منظمة الصحة العالمية رقم 187:
- أبلغت ماليزيا عن تسجيل 23 حالةً إضافيةً ما رفع حصيلة الإصابات إلى 8,884. شُفي 17مريضًا ليبلغ عدد حالات الشفاء 8,594. ارتفع عدد الحالات النشطة إلى 167، ثلاث منها في وحدة العناية المركزة واثنتان على جهاز التنفس الاصطناعي. بقي إجمالي الوفيات 123.[241]
- لم تسجل نيوزيلندا أي حالات جديدة، وبقي عدد الحالات النشطة 21 والعدد الإجمالي للإصابات 1,556 (1,206 حالات مؤكدة و350 حالةً مشتبهةً). شُفي 1,556 مريضًا حتى هذا التاريخ وبلغت حصيلة الوفيات 22.[242]
- أبلغت سنغافورة عن تسجيل 513 حالةً جديدةً ما رفع حصيلة الإصابات إلى 49,888.[243][244]
- سجلت أوكرانيا 1,106 حالات جديدة و19 وفاةً، ما رفع حصيلة الإصابات إلى 63,929 وعدد الوفيات إلى 1,590. شُفي ما مجموعه 35,479 مريضًا.[245]

### 26 يوليو
تقرير الحالة الصادر عن منظمة الصحة العالمية رقم 188:
- أبلغت ماليزيا عن تسجيل 13 حالةً جديدةً، ما رفع حصيلة الإصابات إلى 8,897. شُفي ستة مرضى ما رفع عدد حالات الشفاء إلى 8,600. سُجلت وفاة جديدة ليصبح تعداد الوفيات 124.[247]
- لم تسجل نيوزيلندا أي حالات جديدة، وبقيت حصيلة الإصابات 1,556 (1,206 حالات مؤكدة و350 حالةً مشتبهةً). شُفي 1,513 مريضًا حتى هذا التاريخ وبلغت حصيلة الوفيات 22 وعدد الحالات النشطة 21.[248]
- سجلت سنغافورة 481 حالةً جديدةً ما رفع حصيلة الإصابات إلى 50,369.[249][250]
- أبلغت أوكرانيا عن تسجيل 920 حالةً جديدةً و15 وفاةً، ما رفع حصيلة الإصابات إلى 64,849 وعدد الوفيات إلى 1,605. بلغت حصيلة حالات الشفاء 35,807.[251]
- سجلت الولايات المتحدة 143,663 وفاةً.

### 27 يوليو
تقرير الحالة الصادر عن منظمة الصحة العالمية رقم 189:
- أبلغت ماليزيا عن تسجيل سبع حالات جديدة، ما رفع حصيلة الإصابات إلى 8,904. بلغ عدد الحالات النشطة 179 بينما بقي عدد الوفيات 124. شُفي مريض واحد ما رفع حصيلة الشفاء إلى 8,601.[253]
- لم تسجل نيوزيلندا أي حالة جديدة، ليبقى العدد الإجمالي للإصابات 1,556 (1,206 حالات مؤكدة و350 حالةً مشتبهةً). بلغ عدد حالات الشفاء 1,513 وعدد الوفيات 22 وعدد الحالات النشطة 21.[254]
- أبلغت سنغافورة عن تسجيل 469 حالة جديدة، ما رفع حصيلة الإصابات إلى 50,838.[255][256]
- سجلت أوكرانيا 807 حالات جديدة و11 وفاةً، ليرتفع إجمالي الإصابات إلى 65,656 ويبلغ عدد الوفيات 1,616. شُفي ما مجموعه 36,122 مريضًا.[257]

### 28 يوليو
تقرير الحالة الصادر عن منظمة الصحة العالمية رقم 190:
- أبلغت ماليزيا عن تسجيل 39 حالةً جديدةً ما رفع عدد الإصابات الكلي إلى 8,943. شُفي ستة مرضى لتبلغ حصيلة حالات الشفاء 8,607. بلغ عدد الحالات النشطة 212، بينما بقي تعداد الوفيات 124.[259]
- أبلغت نيوزيلندا عن تسجيل حالة جديدة في العزل الموجه، ما رفع حصيلة الحالات إلى 1,557 (1,207 حالات مؤكدة و350 حالةً مشتبهةً). شُفي مريض واحد، ليرتفع عدد حالات الشفاء إلى 1,514. بلغ عدد الإصابات النشطة 21، واستقر تعداد الوفيات عند 22.[260]
- أبلغت سنغافورة عن تسجيل 359 حالةً جديدةً لتصل الحصيلة إلى 51,197 إصابةً.[261][262]
- أبلغت أوكرانيا عن تسجيل 919 حالةً جديدةً و13 وفاة، ما رفع حصيلة الإصابات إلى 66,575 وعدد الوفيات إلى 1,629. بلغ عدد حالات الشفاء 36,744.[263]

### 29 يوليو
تقرير الحالة الصادر عن منظمة الصحة العالمية رقم 191:
- أبلغت ماليزيا عن تسجيل 13 حالةً جديدةً، ما رفع حصيلة الإصابات إلى 8,612. شُفيت 10 حالات لتصل حصيلة الشفاء إلى 8,612 حالة، وبقي عدد الوفيات 124.[265][266]
- أبلغت نيوزيلندا عن تسجيل حالتين جديدتين ضمن العزل الموجه لترتفع حصيلة الحالات النشطة إلى 23 والعدد الإجمالي للإصابات إلى 1,559 (1,209 حالات مؤكدة و350 حالةً مشتبهةً). شُفي ما مجموعه 1,514 مريضًا بينما بلغ عدد الوفيات 22.[267]
- أبلغت سنغافورة عن تسجيل 334 حالةً جديدةً لتصل الحصيلة إلى 51,531 إصابةً.[268][269]
- سجلت أوكرانيا 1,022 حالةً جديدةً و21 وفاةً، ليصل مجموع الإصابات إلى 67,597 وعدد الوفيات إلى 1,650. بلغ عدد حالات الشفاء 37,394.[270]

### 30 يوليو
تقرير الحالة الصادر عن منظمة الصحة العالمية رقم 192:
- أكدت ولاية فيكتوريا الأسترالية تسجيل 723 حالةً جديدةً و13 وفاةً.[272]
- أبلغت ماليزيا عن تسجيل 8 حالات جديدة ما رفع حصيلة الإصابات إلى 8,964، شُفي خمسة مرضى لتبلغ حصيلة الشفاء 8,617 مريضًا. لم تتغير حصيلة الوفيات إذ بقيت 124.[273]
- أبلغت نيوزيلندا عن تسجيل 8 حالات جديدة، ما رفع عدد الحالات النشطة إلى 24، وعدد الحالات الكلي إلى 1,560 (1,210 حالات مؤكدة و350 حالةً مشتبهةً). شُفي ما مجموعه 1,514 مريضًا بينما بقيت حصيلة الوفيات 22.[274]
- أبلغت سنغافورة عن تسجيل 278 حالةً جديدةً ما رفع حصيلة الحالات إلى 51,809.[275][276]
- أبلغت أوكرانيا عن تسجيل حصيلة يومية مرتفعة بلغت 1,197 حالةً جديدةً، إضافةً إلى 23 وفاةً. ارتفعت بذلك حصيلة الإصابات إلى 68,794 وبلغ عدد الوفيات 1,673. شُفي ما مجموعه 38,154 مريضًا.[277]

### 31 يوليو
تقرير الحالة الصادر عن منظمة الصحة العالمية رقم 193:
- في أستراليا، أبلغت ولاية فيكتوريا عن تسجيل 627 حالةً جديدةً و8 وفيات. سجلت نيوساوثويلز 21 إصابةً بينما سجلت ولاية كوينزلاند إصابةً واحدةً.[279]
- أبلغت ماليزيا عن تسجيل 12 إصابةً جديدة ليبلغ إجمالي الحالات النشطة 2017 وحصيلة الحالات المسجلة 8,976. شُفي 27 مريضًا ما رفع عدد حالات الشفاء إلى 8,644. سُجلت وفاة إضافية ليرتفع عدد الوفيات إلى 125.[280]
- سجلت نيوزيلندا أربع حالات شفاء جديدة لتبلغ حصيلة الشفاء 1,518 ويصبح عدد الحالات النشطة 20. بقيت حصيلة الإصابات 1,560 (1,210 حالات مؤكدة و350 حالةً مشتبهةً) ولم تتغير حصيلة الوفيات التي بلغت 22 وفاةً.[281]
- أبلغت سنغافورة عن تسجيل 396 حالةً جديدةً ما رفع حصيلة الإصابات إلى 52,205.[282][283]
- أبلغت أوكرانيا عن تسجيل 1,090 حالةً جديدةً و20 وفاةً، لترتفع حصيلة الإصابات إلى 69,884 ويصل عدد الوفيات إلى 1,693. شُفي ما مجموعه 38,752 مريضًا.[284]